# Jorge Fons

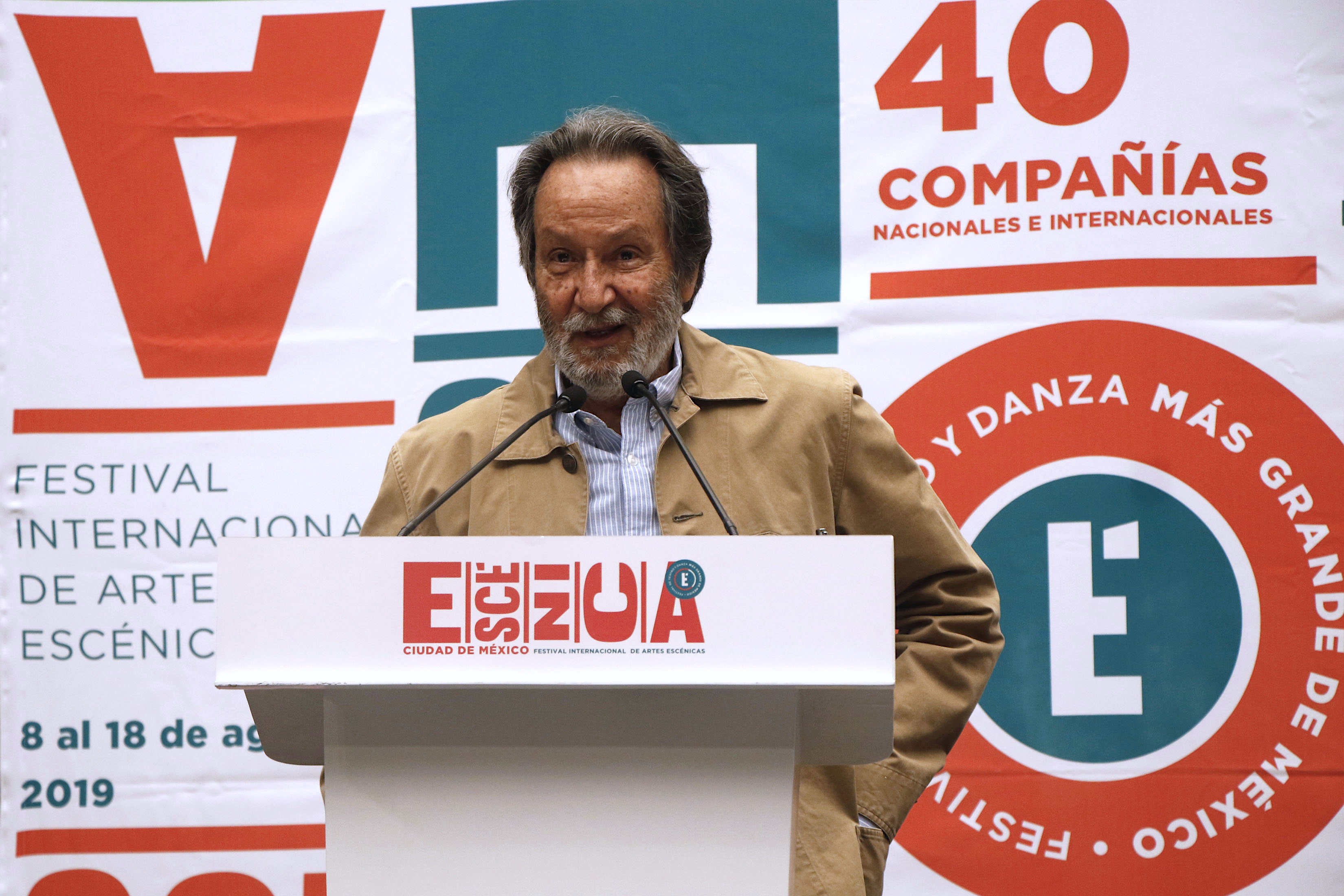
Jorge Fons im Jahr 2019

Jorge Fons Pérez (* 23. April 1939 in Tuxpan; † 22. September 2022) war ein mexikanischer Filmregisseur.
Er gehörte zu den Filmregisseuren der ersten Generation an der Universidad Nacional Autónoma de México. Sein Kurzfilm Caridad (1973) gilt noch heute als einer der besten Filme des mexikanischen Kinos. Zu seinen bedeutendsten Filmen zählen Rojo amanecer (Roter Morgen, 1989) und Midaq Alley (El callejón de los milagros, 1995). Letzterer basiert auf dem Roman Die Midaq-Gasse von Nagib Mahfuz. Neben seinen Kinofilmen inszenierte Fons auch immer wieder für mexikanische Fernsehserien.

## Filmografie (Auswahl)
- 1970: El quelite
- 1973: Caridad (Kurzfilm)
- 1973: Jory
- 1974: Fe, esperanza y caridad
- 1976: Die Maurer (Los albañiles)
- 1989: Roter Morgen (Rojo Amanecer)
- 1995: Midaq Alley (El callejón de los milagros)
- 2010: El atentado

## Auszeichnungen
- Goya 1996: Bester ausländischer Film in spanischer Sprache für „El callejón de los milagros“
- Ariel de Oro (mexikanischer Ehrenfilmpreis), 2011